# Escale à Sète
Escale à Sète est une fête maritime organisée tous les deux ans à Sète dans l’Hérault en France. Ce rassemblement maritime est actuellement la plus importante rencontre de bateaux traditionnels sur la façade méditerranéenne de la France.

## Éditions 2010, 2012 et 2014
La 1re édition d'Escale à Sète a vu le jour en 2010. Ne durant qu'un seul jour, elle a réuni 10 000 personnes sur les quais avec la participation de 50 bateaux. Puis elle a rassemblé 250 000 visiteurs en 2012 et en 2014. Plus d'une centaine de voiliers dont le Sedov  Russie et le Kruzenshtern  Russie, les deux plus grands voiliers du monde, ont rejoint le port de Sète à l'occasion de l'édition 2014 avec aussi De nombreux bateaux traditionnels de plus petite taille ont animé les plans d'eau durant la manifestation: barques de joute languedocienne, barques catalanes, yoles de Bantry.  France.

## Édition 2016
Elle s'est déroulée du 22 au 28 mars, à l'occasion du 350e anniversaire du port de Sète. Près de 150 bateaux historiques y étaient présents dont :
- le trois-mâts polonais Dar Młodzieży,
- la goélette à quatre-mâts portugaise Santa Maria Manuela
- le brick tchèque La Grace
- la réplique de frégate russe Shtandart
- la réplique de caraque espagnole Nao Victoria
- le yawl italien de la Marina Militare Stella Polare
- le trois-mâts goélette français La Marité
- l'ancien thonier breton Vieux Crabe
- le ketch de haute-mer Don du Vent
- les chaloupes Mari-Lizig et Marie-Claudine

De nombreux bateaux traditionnels de plus petite taille ont animé les plans d'eau durant la manifestation: barques de joute languedocienne, barques catalanes, yoles de Bantry.  France
Un partenariat a été passé avec la SNCF et TER Languedoc-Roussillon pour proposer des billets à 5 € afin de se rendre à Sète depuis l'ensemble des gares de la région pour le week-end de Pâques (26, 27 & 28 mars), avec un nombre de trains plus élevé qui desservait la ville. De plus, Thau Agglo Transport a mis en place des navettes gratuites depuis les différents parkings.
Le journal Midi Libre a édité, quant à lui, un hors série spécial de 68 pages sur l’événement. Cette édition est marquée notamment par la visite de la ministre Ségolène Royal et de la présidente du conseil régional de Languedoc-Roussillon-Midi-Pyrénées Carole Delga. Accompagnées du maire de la ville François Commeinhes et de Sébastien Denaja, député de la 7e circonscription de l'Hérault, elles ont assisté aux festivités du samedi 26 mars au matin. La ministre de l'Environnement s'y est inquiété de la diminution de la taille des poissons.
|                          |
| Don du Vent et La Grace. |

|                |
| Dar Młodzieży. |

|         |
| Marité. |

|            |
| Shtandart. |

## Édition 2018
La cinquième édition d'Escale à Sète a eu lieu du 27 mars au 2 avril 2018 avec la présence exceptionnelle de l'Hermione  France .
D'autres bateaux présent :
- le quatre-mâts barque Krusenstern ( Russie)
- le brick tchèque La Grace ( République tchèque)
- la réplique de frégate Shtandart ( Russie)
- la réplique de galion El Galeón ( Espagne)
- De nombreux bateaux traditionnels de plus petite taille ont animé les plans d'eau durant la manifestation: barques de joute languedocienne, barques catalanes, yoles de Bantry.  France

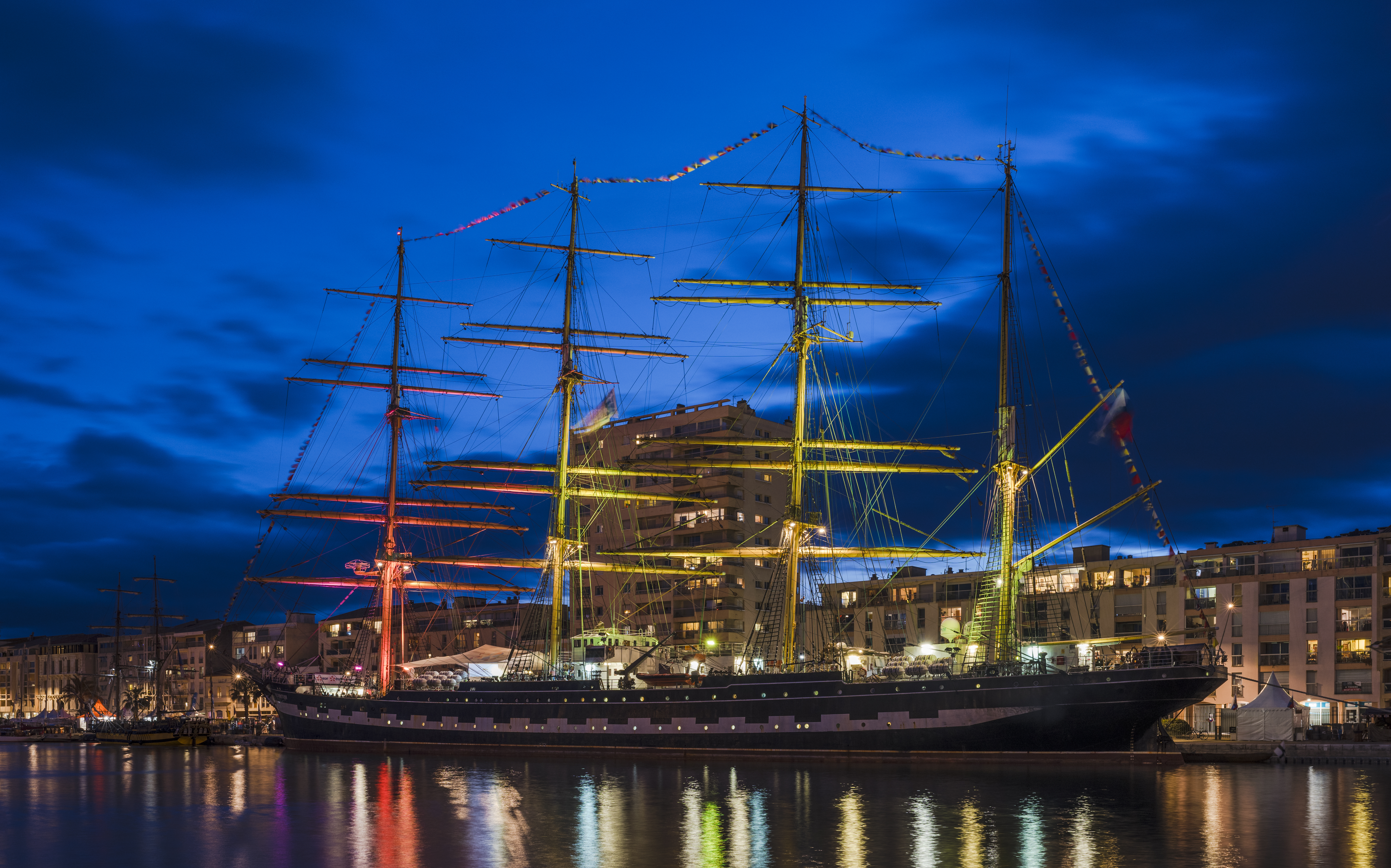
Le Krusenstern.
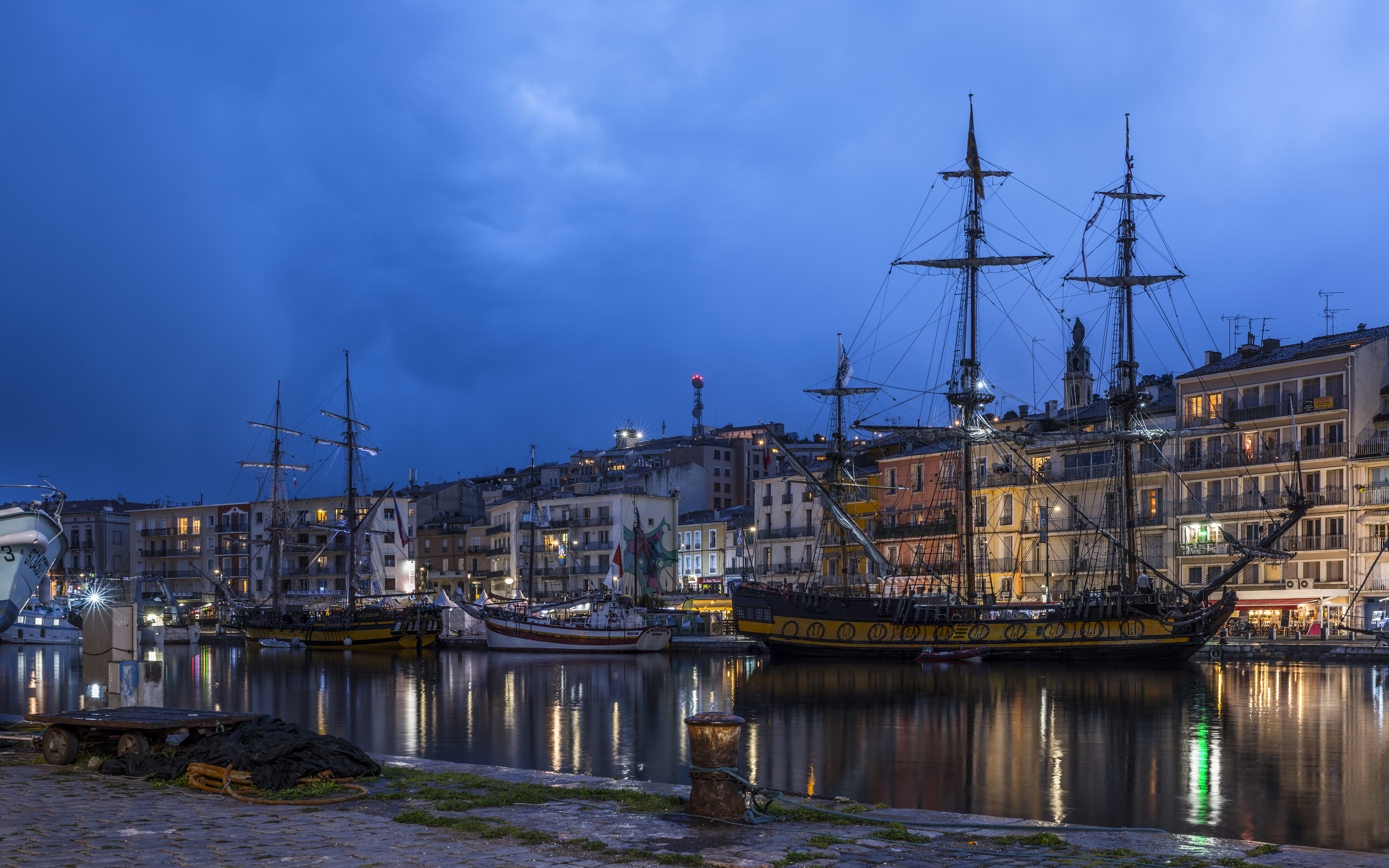
La Grace, le Vieux Crabe et le Shtandart.
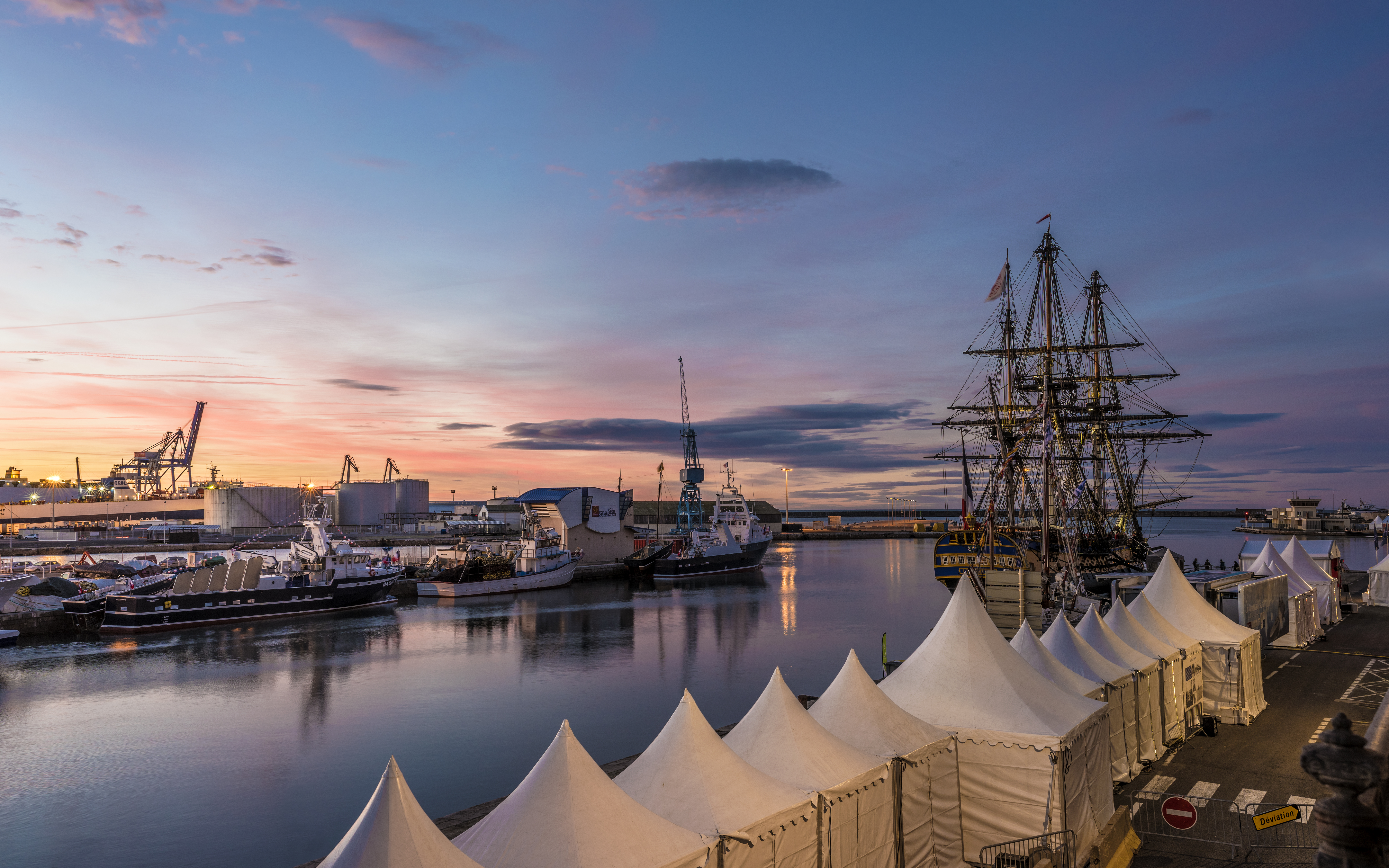
L'Hermione.
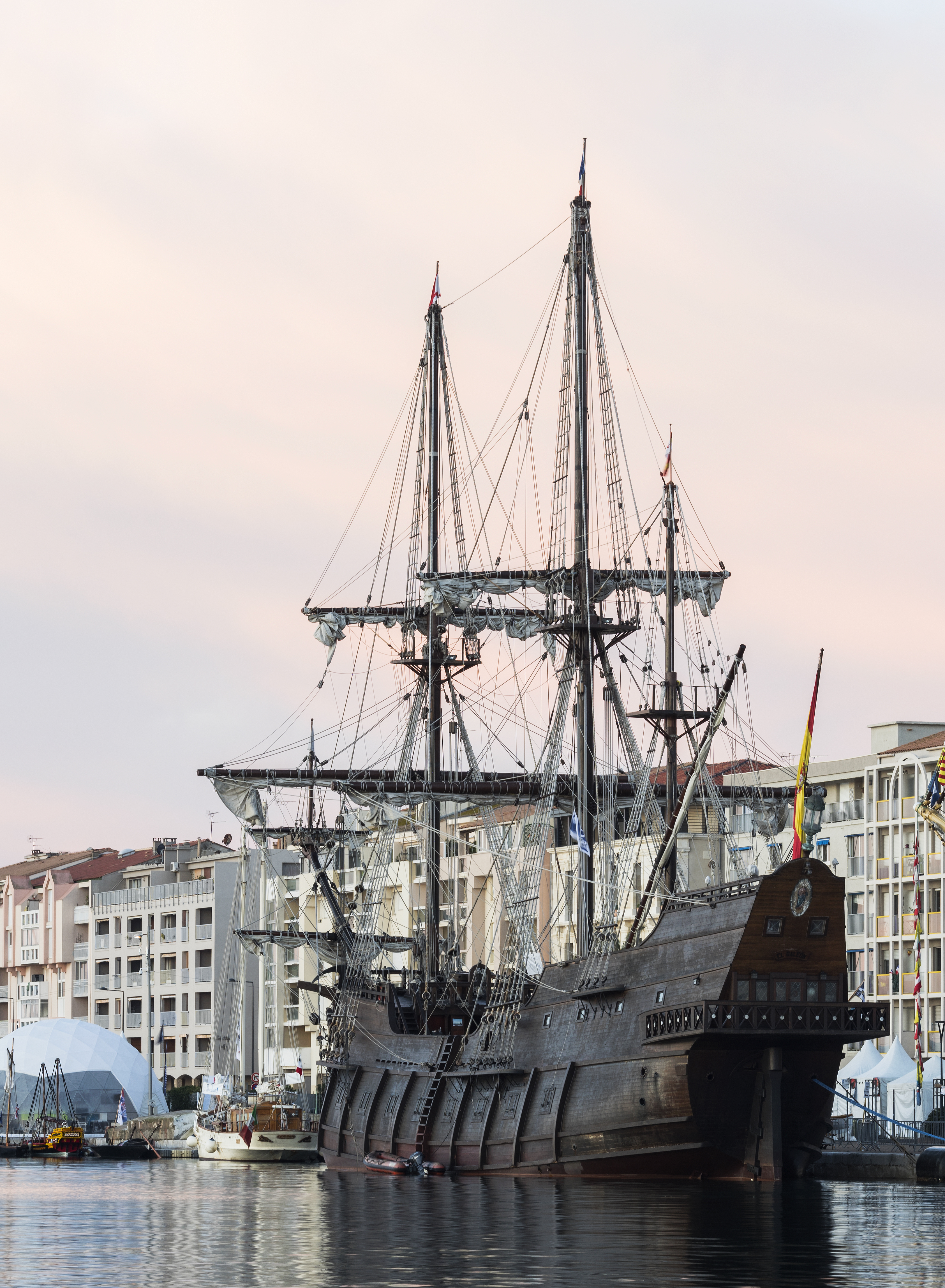
El Galeón(Andalucía).

## Édition 2020 Annulée
La sixième édition d'Escale à Sète devait avoir lieu du 7 au 13 avril 2020 . 120 navires historiques étaient attendus sur les quais de Sète dont :
- Le trois-mâts barque de 1948 Le Français  France
- La goélette à trois mâts et hunier Oosterschelde  Pays-Bas
- Le brick Morgenster  Pays-Bas
- De nombreux bateaux traditionnels étaient prévus  barques de joute languedocienne, barques catalanes, yoles de Bantry.  France

Cependant le 10 mars 2020, en raison du Covid-19, le préfet de l’Hérault a pris la décision d’annuler l’événement.

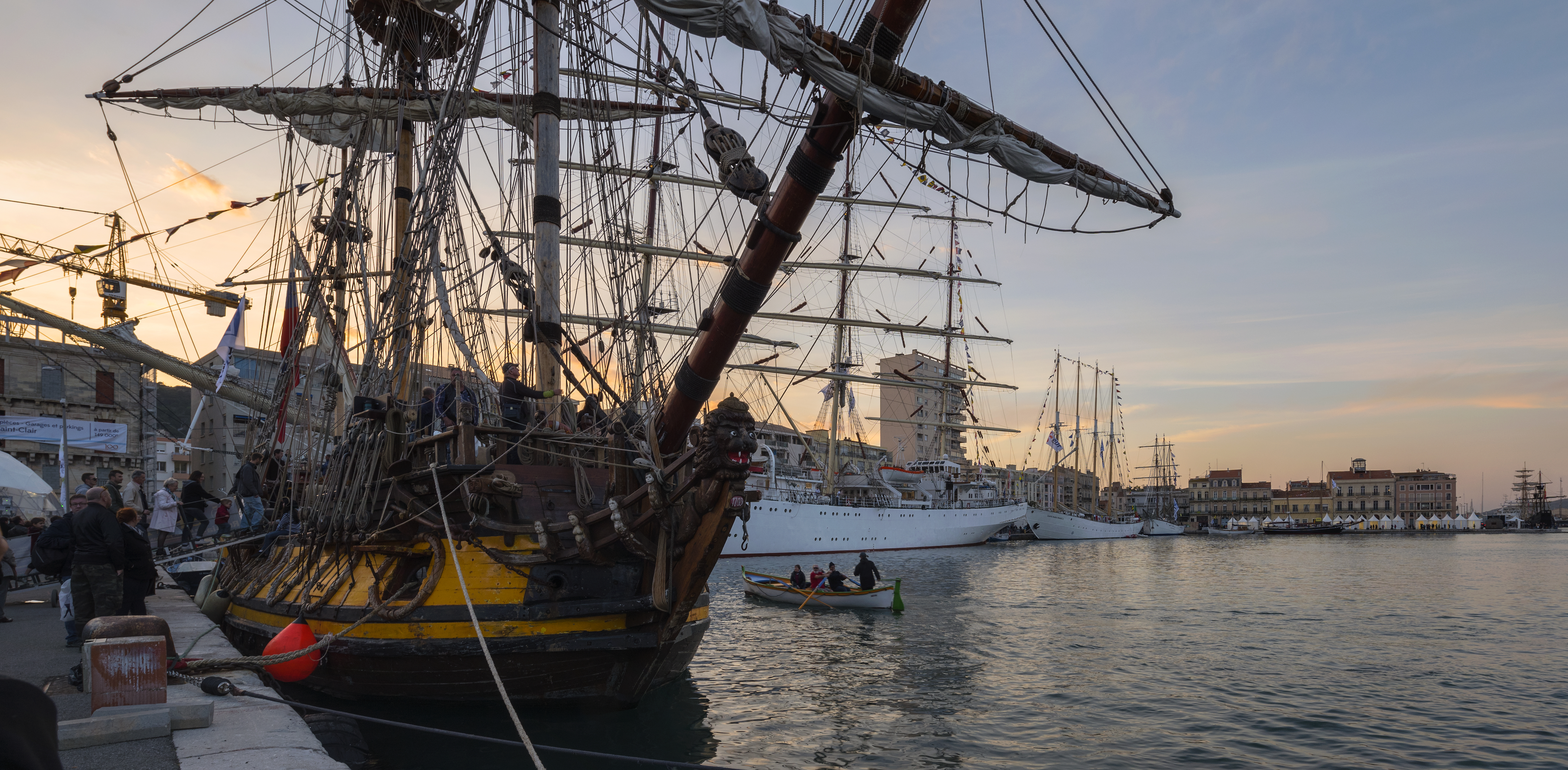
Escale a Sète 2016

## Édition 2022
La septième édition d'Escale à Sète s'est déroulée du 12 au 18 avril 2022. 130 bateaux présent.
Les grands voiliers :
- Le Mircéa : trois-mâts barque, navire-école de l’Académie navale de Roumanie (83 m)  Roumanie
- L’Oosterschelde : goélette à trois mâts néerlandaise (50 m)  Pays-Bas
- Le Morgenster : brick néerlandais (48 m)  Pays-Bas
- Le Shtandart : réplique de la frégate du XVIIIe siècle de Pierre Ier le Grand (35 m) (interdite par la Préfecture)  Russie
- La Grace : réplique d’un brick du XVIIIe siècle (32 m)  République tchèque
- El Galéon : reproduction d’un galion espagnol du XVIe siècle (38 m)  Espagne
- Nao Victoria : reproduction de la caraque de Fernand de Magellan ayant accompli le 1er tour du monde (28 m)  Espagne
- Pascual Flores : goélette pailebot à trois mats (47 m)[7] Espagne
- Santa Maria : reproduction de la caraque de Christophe Colomb (25 m )  Espagne
- Pandora : réplique de le goélette du XVIIIe siècle HMS Pickle (30 m).  Italie

De nombreux bateaux traditionnels de plus petite taille ont animé les plans d'eau durant la manifestation: barques de joute languedocienne, barques catalanes, yoles de Bantry.  France

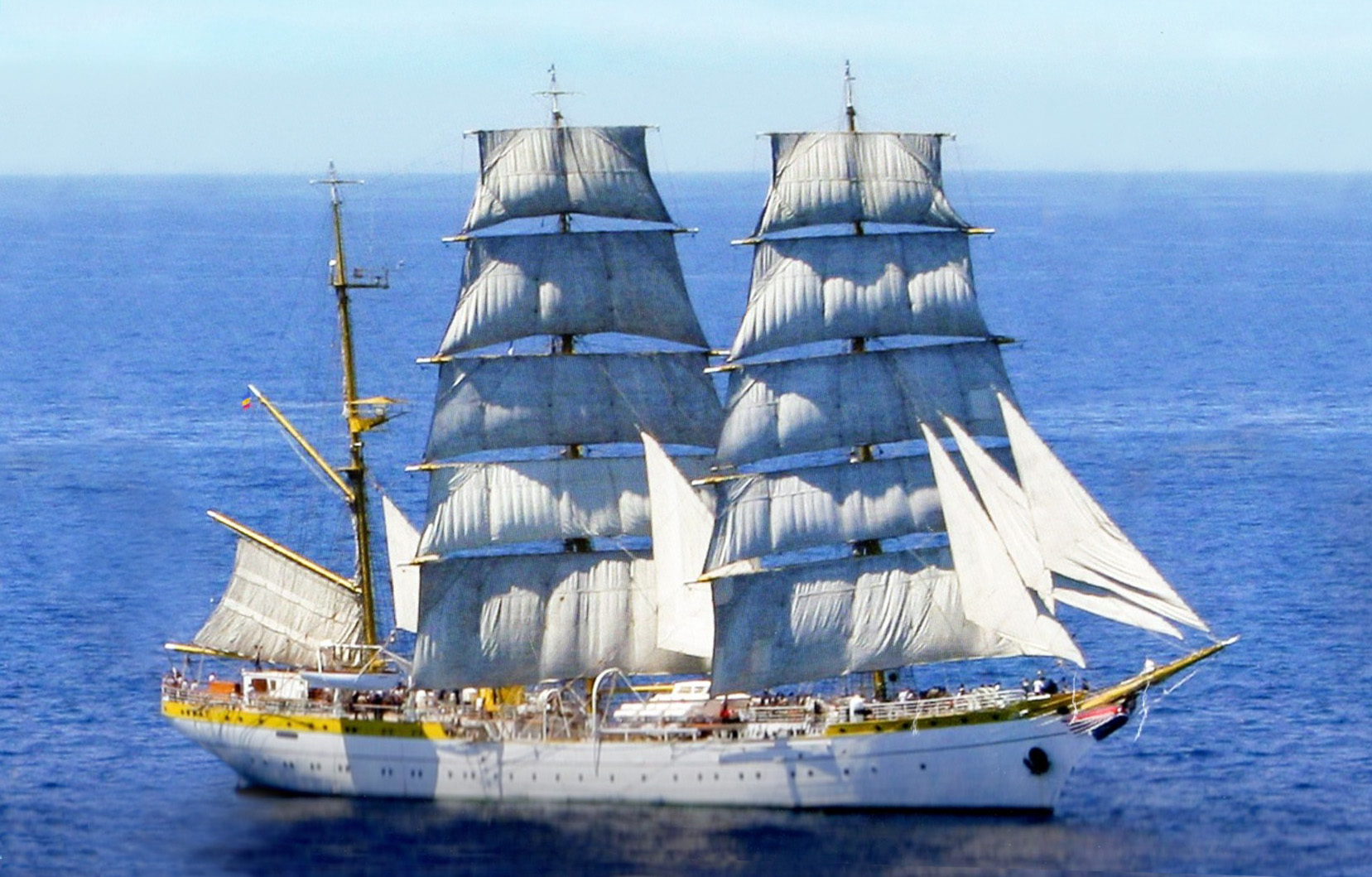
Mircea  (sous voile). bateau de Roumanie
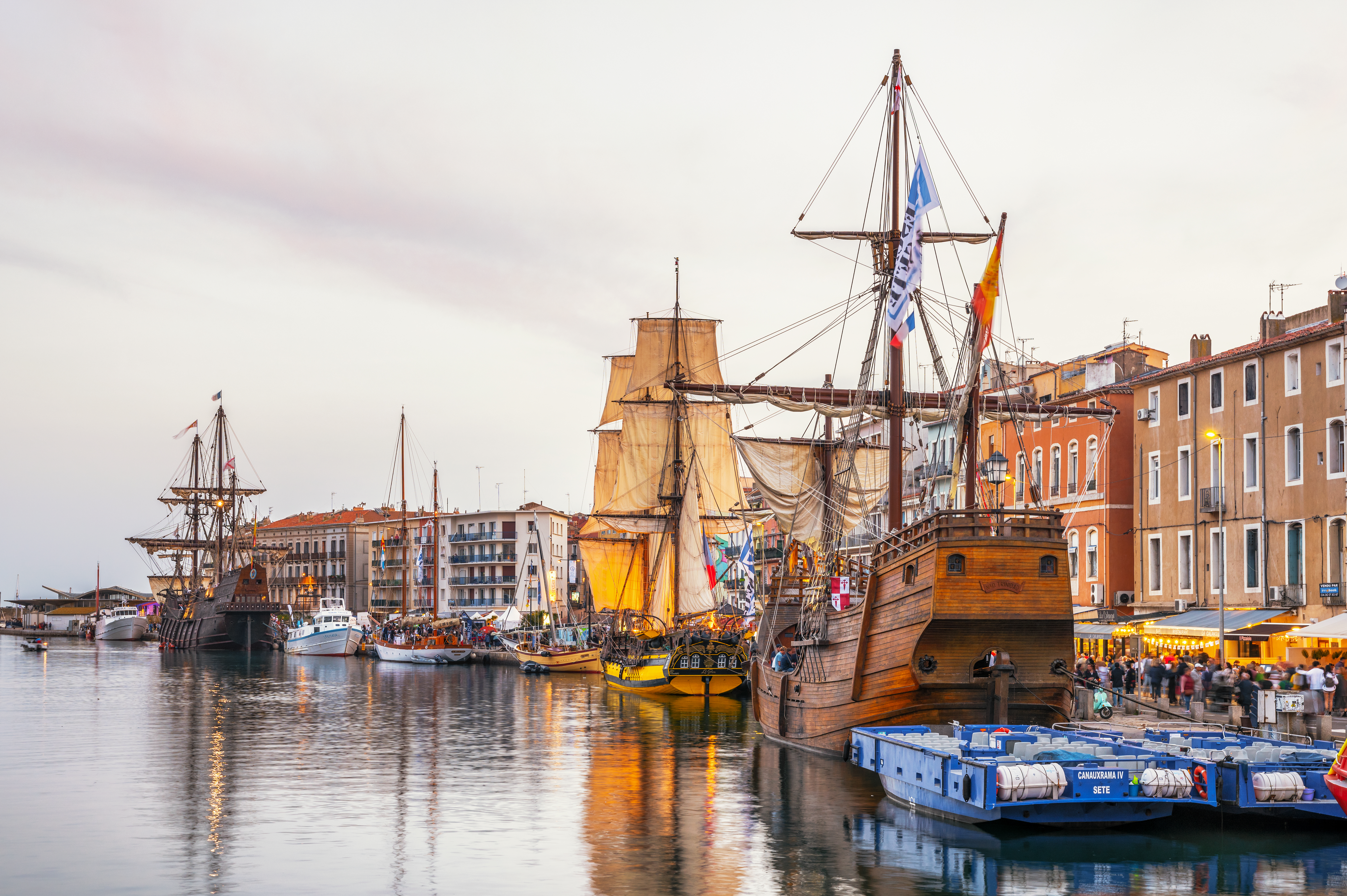
El Galéon,La Grace  et la  Santa Maria amarrés au Quai Général Durand. Escale a Séte 2022
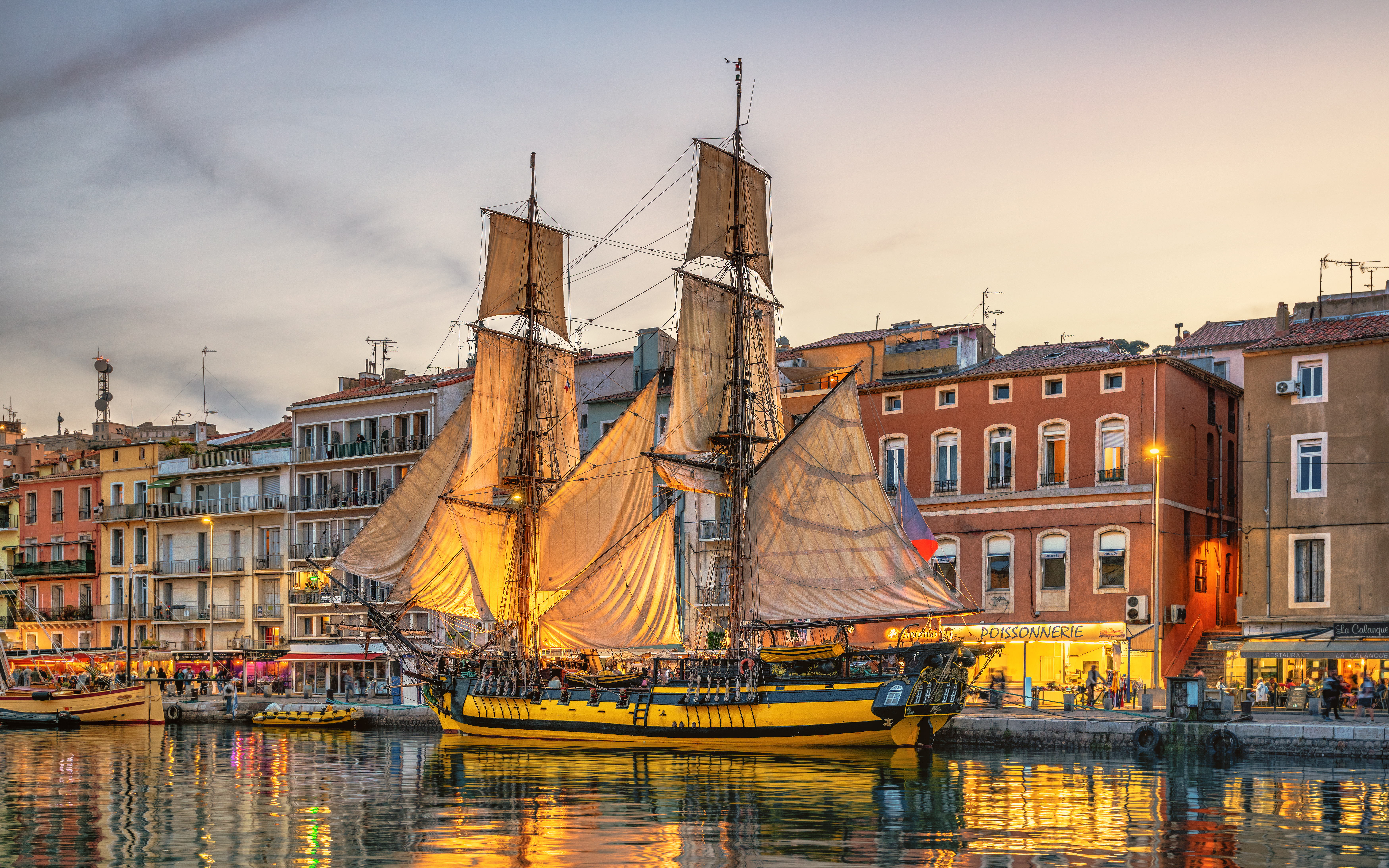
La Grace à l'Escale à Sète 2022.
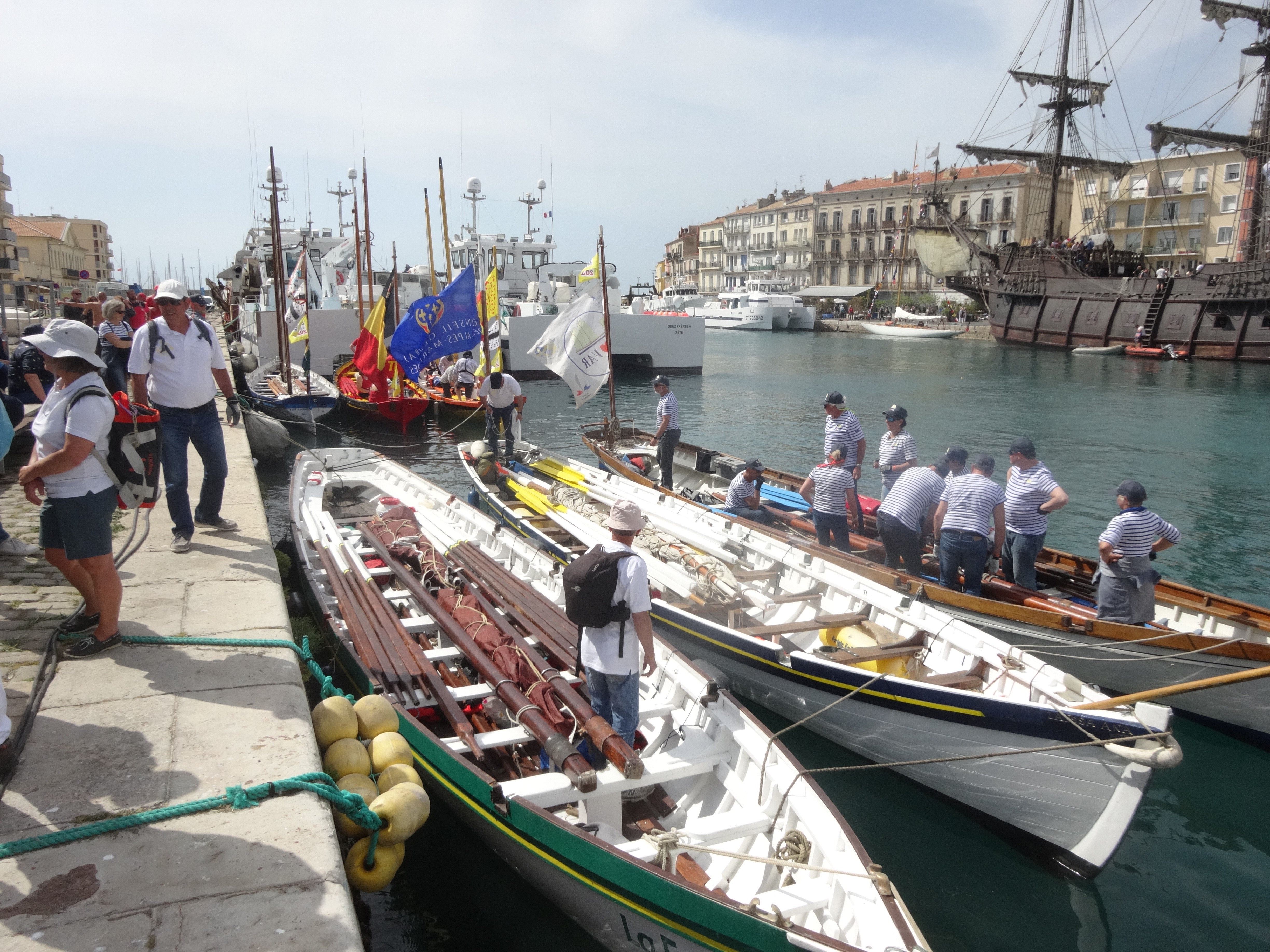
Les yoles de Bantry à Escale à Sète 2022.

## Édition 2024
La huitième édition s'est déroulée du 26 au 1er avril 2024. 120 bateaux bateaux sont inscrits.
Les grand voiliers:
- Le Morgenster: brick néerlandais (48 m)  Pays-Bas
- Le Shtandart: réplique de la frégate du XVIIIe siècle de Pierre Ier le Grand (35 m) (interdite par la Préfecture)  Russie
- La Grace: réplique d’un brick du XVIIIe siècle (32 m)  République tchèque
- El Galéon: reproduction d’un galion espagnol du XVIe siècle (38 m)  Espagne
- Nao Victoria: reproduction de la caraque de Fernand de Magellan ayant accompli le 1er tour du monde (28 m)  Espagne
- Pascual Flores: goélette pailebot à trois mats (47 m)[7] Espagne
- Pandora: réplique de le goélette du XVIIIe siècle HMS Pickle (30 m).  Italie
- Santa Maria Manuela: goélette à quatre-mâts - 67 m - (1937)  Portugal
- le Stella Polare, yawl italien de la Marina Militare  Italie
- Belem: trois-mâts barque - 58 m - (1896)  Classé MH (1984)  France
- le Don du Vent ketch de haute-mer   France

Bateaux militaires 
Capricorne: chasseur de mine, 51,50m  France
Belle Poule : goélette à huniers - 37,5 m - (1932)  France
De nombreux bateaux traditionnels de plus petite taille ont animé les plans d'eau durant la manifestation: barques de joute languedocienne, barques catalanes, yoles de Bantry.  France

## Impact socio-économique

### Fréquentation

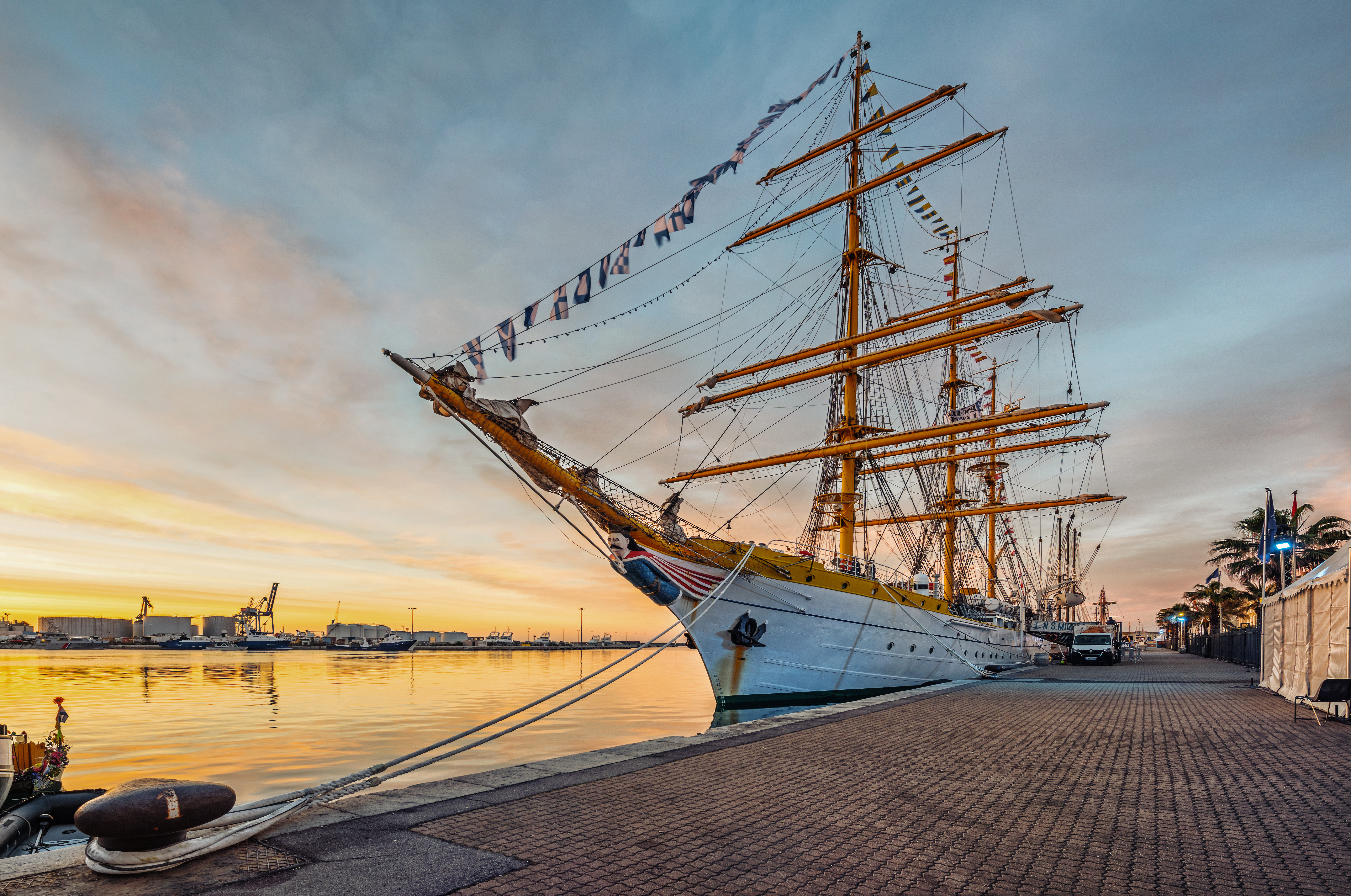
Escale a Sète 2022 le Mircea

| Année | Fréquentation                           | Durée de l’événement                    |
| ----- | --------------------------------------- | --------------------------------------- |
| 2010  | 10 000                                  | 1                                       |
| 2012  | 200 000                                 | 4                                       |
| 2014  | 250 000                                 | 4                                       |
| 2016  | 300 000                                 | 7                                       |
| 2018  | 300 000                                 | 7                                       |
| 2020  | annulée annulée annulée annulée annulée | annulée annulée annulée annulée annulée |
| 2022  | 438 000                                 | 8                                       |
| 2024  | 300 000                                 | 7                                       |